# Сант Анастазија
Сант Анастазија (итал. Sant'Anastasia) је насеље у Италији у округу Напуљ, региону Кампанија.
Према процени из 2011. у насељу је живело 20733 становника. Насеље се налази на надморској висини од 122 м.

## Становништво
| 1931.  | 1936.  | 1951.  | 1961.  | 1971.  | 1981.  | 1991.  | 2001.  | 2011.  |
| ------ | ------ | ------ | ------ | ------ | ------ | ------ | ------ | ------ |
| 11.484 | 12.146 | 15.169 | 16.780 | 19.378 | 22.915 | 27.300 | 28.023 | 27.296 |